# マルチプレイヤー (音楽)
マルチプレイヤーおよびマルチ・インストゥルメンタリスト（multi-instrumentalist）は、音楽（主にポピュラー音楽）において複数の楽器の演奏が出来る演奏家の呼称。また、「マルチ奏者」とも称される。

## 定義
基本的には、(ボーカルを除く)複数の楽器の演奏が出来るプレイヤーを指す。ただし通常は、以下の条件が必要とされる。
各楽器が、基本構造の異なる物であること
例えば「ギターとキーボード」、あるいは「ギターとドラムス」。これに対して「ギターとベース」、あるいは「ピアノとキーボード」は、基本構造にあまり相違がないため、2者を演奏出来てもマルチプレイヤーと呼称される例はあまりない（ただし複数の種類のキーボードを駆使する演奏技法を「マルチ・キーボード」と呼称する場合がある）。
各楽器ごとに、一定以上のレベルの演奏能力を獲得していること
片方の楽器が卓越した演奏レベルを有しているのに対して、もう片方の楽器がコードを幾つか鳴らすことが出来る、という程度の能力である場合は、マルチプレイヤーと呼称される例はあまりない。

## プレイヤーの例

### 曲ごとに異なる楽器を演奏
- アンディー・ラティマー (キャメル。ギター/フルート/キーボード)
- アンドリューW.K. (ギター/ベース/ドラムス/キーボード)
- イアン・マクドナルド (元キング・クリムゾン、元フォリナー。サックス/フルート/キーボード/ギター/ヴィブラフォン)
- イェスパー・ストロムブラード (元イン・フレイムス、ディメンション・ゼロ等。ギター/ベース/キーボード/ドラムス)
- エディ・ジョブソン (元カーヴド・エア、元ロキシー・ミュージック、元UK。キーボード/ヴァイオリン)
- エドワード・ヴァン・ヘイレン (ギター/ベース/キーボード/ピアノ/ドラムス/ヴァイオリン。ヴァン・ヘイレンの代表曲「ジャンプ」では、ギターとキーボードの両方のソロを演奏。サミー・ヘイガーのアルバム『ヘイガーUSA』にはベーシストとして参加)
- オリー・ハルソール (元パトゥ。ギター/キーボード/ヴィブラフォン)
- オルヴェ・エイケモ (元イモータル、I。ギター/ベース/キーボード/シンセサイザー/ドラムス)
- オロフ・モルク (ドラゴンランド、ナイトレイジ、アマランス等。ギター/キーボード/ベース)
- カール・サンダース (ナイル等。ギター/ベース/キーボード/ドラムス/バーラマ/サズ/ブズーキ/パーカッション)
- カール・ジェンキンス (元ソフト・マシーン。キーボード/オーボエ/サックス)
- ガルダー (オールド・マンズ・チャイルド、ディム・ボルギル等。ギター/ベース/キーボード)
- クリス・コッピング (元プロコル・ハルム。オルガン/ベース)
- キース・リチャーズ (ローリング・ストーンズ。ギター/ベース/ピアノ/ハーモニカ/オルガン/キーボード)
- クリス・マーティン (コールドプレイ。ボーカル/ギター/ピアノ/マンドリン/クラリネット/トランペット/ハーモニカ/ベース/オルガン/グロッケンシュピール/キーボード)
- グレアム・コクソン (ブラー。ギター/ベース/ドラムス/パーカッション/ピアノ/サックス/クラリネット)
- ゲイリー・グリーン (元ジェントル・ジャイアント。ギター/マンドリン/リコーダー)
- ゲディー・リー (ラッシュ。ベース/キーボード)
- ケリー・ミネア (元ジェントル・ジャイアント。キーボード/チェロ/リコーダー)
- ケン・ヘンズレー (元ユーライア・ヒープ。キーボード/ギター)
- サモス (ザ・レッチド・エンド、元エンペラー、元ザイクロン、ギター/ベース/ドラムス/キーボード/ヴィオラ/ヴァイオリン/ダブルベース/シンセサイザー)
- ジャック・ブルース (ベース/ピアノ/オルガン/チェロ/ハーモニカ)
- ジミー・ペイジ (元ヤードバーズ、元レッド・ツェッペリン。ギター/ベース/シタール/テルミン)
- ジャニス・ジョプリン (ギター/オートハープ)
- ジョージ・ハリスン (元ザ・ビートルズ。ギター/ベース/シタール/ピアノ/キーボード/オルガン/シンセサイザー/ウクレレ/マンドリン/パーカッション/)
- ジョシュ・クリングホッファー (レッド・ホット・チリ・ペッパーズ。ギター/ベース/ドラムス/シンセサイザー/ピアノ)
- ジョナサン・ケイン (ジャーニー。キーボード/ギター)
- ジョン・ウェザーズ (元ジェントル・ジャイアント。ドラムス/ヴィブラフォン/シロフォン)
- ジョン・エントウィッスル (元ザ・フー。ベース/ホルン/キーボード)
- ジョン・ディーコン (元クイーン。ベース/ギター/ピアノ/キーボード/シンセサイザー/ドラムス/パーカッション)
- ジョン・ノトヴェイト (元ディセクション等。ギター/ドラムス/キーボード)
- ジョン・ポール・ジョーンズ (元レッド・ツェッペリン。ベース/キーボード/ピアノ/リコーダー/バンジョー/マンドリン/ギター/オルガン)
- ジョン・マクフィー (ドゥービー・ブラザーズ。ギター/スティール・ギター/マンドリン/バンジョー/ヴァイオリン/ドブロ/ベースギター/シタール/ハーモニカ)
- ジョン・レノン (元ビートルズ。ギター/ベース/ハーモニカ/マンドリン/バンジョー/ウクレレ/ピアノ/キーボード/シンセサイザー/オルガン/グロッケンシュピール/パーカッション)
- ジョーン・バエズ (ギター/ピアノ/ウクレレ/ジャンベ)
- シンディ・ローパー (ギター/アパラチアン・ダルシマー/ツィター/パーカッション/リコーダー)
- スティーブ・アシェイム (ディーサイド。ドラムス/パーカッション/ギター)
- スティーヴ・ハウ (イエス。ギター/スティール・ギター/マンドリン/シタール/リュート)
- ステファン・ミクス (尺八/笙/ネイ/ツィター/スティール・ドラム、他)
- セクトデーモン (元ザイクロン、Myrkskog等。ギター/ベース/ドラムス)
- タイラー・ジョゼフ (トゥエンティ・ワン・パイロッツ。ピアノ/キーボード/ウクレレ/ベース/アコーディオン/ドラム)
- ダラス・トーラー＝ウェイド (ナイル等。ギター/ベース/ドラムス)
- ダリル・ウェイ (元カーヴド・エア。ヴァイオリン/キーボード)
- チャールズ・ミンガス (ジャズ・ベーシストだが、ピアノ・ソロ・アルバムを発表したこともある)
- デイヴ・グロール (ニルヴァーナではドラマーだったが、フー・ファイターズではギターに転向)
- デヴィッド・クロス (元キング・クリムゾン。ヴァイオリン/キーボード/フルート)
- デヴィッド・ボウイ (ギター/キーボード/シンセサイザー/ピアノ/サキソフォン/ヴィブラフォン/シロフォン/ハーモニカ/スタイロフォン。 1977年にキーボーディストとしてイギー・ポップのツアーに帯同)
- デレク・シャルマン (元ジェントル・ジャイアント。サックス/リコーダー/ベース)
- トニー・マカパイン (ギター/キーボード/ベース)
- トレヴァー・ラビン (元イエス。ギター/キーボード)
- ヌーノ・ベッテンコート (ギター/キーボード)
- ハワード・リース (元ハート。ギター/キーボード/マンドリン/ベース)
- ピーター・ハミル (ギター/ピアノ/キーボード/ベース)
- ピート・タウンゼント (ザ・フーギター/キーボード/バンジョー。デモ音源ではベース、ドラムもこなして一人でバンドサウンドを作り上げている[5]。)
- ヒュー・バントン (ヴァン・ダー・グラフ・ジェネレーター。オルガン/ピアノ/ベース・ペダル/ベース)
- ビョーン・イエロッテ (イン・フレイムス、ギター/ドラムス)
- ビリー・シャーウッド (ワールド・トレードではベースとボーカルを担当。イエスでは1994年ツアーでサポートとしてベース、ギター、キーボード担当。『オープン・ユア・アイズ』の時にキーボーディストとして加入し、次回作の『ラダー』ではギターを担当)
- フィル・コリンズ (ドラムス/キーボード)
- ブライアン・ジョーンズ (元ローリング・ストーンズ。ギター/シタール/マリンバ/ダルシマー/サックス)
- ブライアン・メイ(クイーン。ギター/ピアノ/キーボード/シンセサイザー/ハーモニウム/オルガン/ハープ/ウクレレ/パーカッション)
- フランシス・モンクマン (元カーヴド・エア。キーボード/ギター)
- フレディー・マーキュリー(元クイーン。ピアノ/キーボード/シンセサイザー/オルガン/シンセベース/ギター)
- ブレンドン・ユーリー (元パニック!アット・ザ・ディスコ。ギター/ピアノ/キーボード/ベース/ドラム/オルガン/ハープシコード/シンセサイザー)
- ペッカ・ポーヨラ (元ウィグワム。ベース/キーボード/ヴァイオリン/アコースティック・ギター)
- ベン・ケニー (元ザ・ルーツ、現インキュバス。ギター/ベース/ドラムス)
- ポール・マッカートニー(元ビートルズ。ベース/ギター/ピアノ/キーボード/オルガン/シンセサイザー/マンドリン/ウクレレ/ブズーキ/コントラバス/トランペット/ドラムス/シロフォン/グロッケンシュピール/フリューゲルホルン/パーカッション/リコーダー/シタール/オカリナ/バンジョー/チェロ/バイオリン/テープループ)
- ポール・レイモンド (UFO。キーボード/ギター)
- ポリ・パーマー (元ファミリー。キーボード/ヴィブラフォン/フルート/ドラムス)
- マウロ・パガーニ (元PFM。ヴァイオリン/フルート)
- ミック・ジャガー (ローリング・ストーンズ。ハーモニカ/ギター/ピアノ/オルガン/キーボード/パーカッション)
- メル・コリンズ (元キング・クリムゾン、元キャメル。サックス/フルート/キーボード)
- ヤリ・マーエンパー (ウィンターサン、元エンシフェルム。ギター/ベース/キーボード)
- レイ・シャルマン (元ジェントル・ジャイアント。ベース/ヴァイオリン/トランペット/ギター/リコーダー)
- ロイ・ウッド (ギター/ベース/ドラムス/キーボード/チェロ/木管楽器)
- ロバート・フリップ(キング・クリムゾン。ギター/キーボード/メロトロン/シンセサイザー/オルガン/ピアノ)
- ロン・ウッド (ローリング・ストーンズ。ギター/ベース/スティール・ギター/ハーモニカ/サキソフォン/ドラムス)
- a_Kira (マリア観音。オルガン/ピアノ/ギター)
- 安部俊幸 (チューリップ。ギター/ウクレレ/シタール)
- 石川浩司 (元たま。パーカッション/ギター/ピアノ/オルガン/リコーダー)
- 石川鷹彦 (元六文銭。ギター/フラットマンドリン/バンジョー/ブズーキ/リゾネーターギター)
- 石田ショーキチ(Scudelia Electro。ギター/ピアノ/キーボード/シンセサイザー/オルガン/プログラミング)
- 石橋英子 (パニックスマイル。ピアノ/キーボード/ドラムス/フルート/ヴィブラフォン)
- 内山修 (猫。ギター/パーカッション/ベース)
- 大野真澄(VOCAL) (元ガロ。ギター/マンドリン/ピアノ)
- 小田和正 (元オフコース。キーボード/ギター/ウクレレ)
- 伊勢賢治 (サックス/フルート/クラリネット/キーボード/パーカッション/ドラムス)
- 織田哲郎 (ギター/ベース/キーボード/ドラムス/パーカッション/エレクトリックシタール)
- 大橋トリオ (ピアノ/ギター/ベース/ドラムス/マンドリン/バンジョー/三線/三味線/ハーモニカ)
- 加藤和彦 (元ザ・フォーク・クルセダーズ、元サディスティック・ミカ・バンド、元和幸。ギター/ウクレレ/三線)
- 岸田繁 (くるり。ギター/ベース/ドラムス/ピアノ/キーボード/シンセサイザー/ハーモニカ/バンジョー/マンドリン/プログラミング)
- 木田高介 (元ジャックス。ドラムス/フルート/サックス/ヴィブラフォン/キーボード)
- 木根尚登 (TM NETWORK、元SPEEDWAY。ギター/ピアノ/キーボード/ベース/ブルースハープ/ピアニカ/12弦ギター)
- きりばやしひろき (元叫ぶ詩人の会。ドラムス/ギター/キーボード)
- 栗林誠一郎 (ベース/ピアノ/シンセサイザー/パーカッション)
- ゲイリー・ビッチェ（矢島剛） (モーモールルギャバン。ドラムス/ギター。ドラマーだが、モーモールルギャバン初期ではギターを演奏しており後にドラムに戻った。現在でもアコースティック・ギター弾き語りの路上ライブを行っており、ソロ名義のヤジマXでは自らギター/ドラム/ベース/キボード/プログラミングを演奏してトラックを作成し、ライブ活動を行っている)
- 小林武史 (YEN TOWN BAND,Bank Band,音楽プロデューサー。ピアノ/キーボード/オルガン/シンセサイザー/ギター/ベース/アコーディオン/グロッケンシュピール)
- 小室哲哉 (TM NETWORK、globeリーダー。シンセサイザー/ピアノ/オルガン/ギター/ハーモニカ/ドラムス/DJ/リアルタイムミキシング)
- 近藤智洋 (元PEALOUT。ベース/ピアノ/ギター)
- 財津和夫 (チューリップ。ギター/キーボード/ブルースハープ)
- 坂崎幸之助 (THE ALFEE。アコースティックギター（6弦・12弦ギター・ガット）/エレキギター/マンドリン/パーカッション/ドラムス/ベース/ハーモニカ(ブルースハープ)/ウクレレ/バンジョー/シタール/コードハープ/リュートギター/ドブロ・ギター/テナーギター/ブズーキ/チャランゴ/ピアノ)
- 佐久間正英 (元四人囃子。ベース/ギター/キーボード/シンセサイザー/サックス/トランペット/リコーダー/プログラミング)
- さだまさし(元グレープ。ギター/ヴァイオリン/シンセサイザー/パーカッション/マンドリン/和太鼓/ピアノ/ドラムス)
- 鈴木康博 (元オフコース。ギター/コントラバス/シンセサイザー/ピアノ)
- 野田洋次郎 (RADWIMPS。ギター/ベース/ピアノ/ドラムス/ヴァイオリン/シンセサイザー)
- 高見沢俊彦 (THE ALFEE。ギター/マンドリン/ピアノ)
- 滝本晃司 (元たま。ギター/ベース/ピアノ/コントラバス)
- 武川雅寛 (ムーンライダーズ。ヴァイオリン/トランペット/マンドリン)
- Tama(元ポルノグラフィティ。エレクトリックベース/コントラバス/ギター/トランペット)
- 知久寿焼(元たま。ギター/マンドリン/ウクレレ/ハーモニカ)
- 常富喜雄 (ザ・リガニーズ、猫。ギター/ブルースハープ/バンジョー/フラットマンドリン)
- 仲井戸麗市(CHABO) (古井戸、RCサクセション、麗蘭。ギター/フラットマンドリン)
- 中村達也 (ドラムス/トランペット)
- なすじん (キーボード/ギター/ベース/一五一会/Tahitian Banjo/ブズーキ)
- 成毛滋 (ギター/キーボード。ストロベリー・パスでは左手でギター、右手でキーボード、足でベースペダルを演奏)
- 西岡たかし (五つの赤い風船。ギター/コードハープ)
- 原田真二 (ギター/キーボード/パーカッション/マリンバ/ブルースハープ)
- 坂東慧(T-SQUARE。ドラムス/エレクトーン/ピアノ/キーボード/シンセサイザー）
- 日高富明(TOMMY) (元ガロ。ギター/マンドリン/琴)
- 姫野達也　(チューリップ。ギター/キーボード)
- 本田雅人(元T-SQUARE。サックス、フルート、トランペット等、管楽器全般/ギター/ベース/ドラムス/パーカッション/ピアノ/キーボード/シンセサイザー)
- 堀内護(MARK) (元ガロ。ギター/マンドリン/シタール/ピアノ/スペリオパイプ)
- 堀江博久(キーボード/ピアノ/ギター)
- ミト(クラムボン。ベース/ギター/キーボード)
- 松尾一彦 (元オフコース。ギター/ハーモニカ/キーボード)
- 宮武和広 (現在は活動を休止した日本のプログレッシブ・ロックバンド、ミスターシリウスのリーダー。フルート、ハープ、クラシックギター、アコーディオン、キーボード等複数の楽器を自身のアルバムにおいて各パートで演奏し分けている)
- 柳原陽一郎（元たま。ギター/ピアノ/アコーディオン/キーボード/オルガン/ハーモニカ）
- 村上啓介（元MULTI MAX。ギター、ウクレレ、バンジョー、ベース、パーカッション、プログラミング）
- 浜口茂外也 (フルート/パーカッション)
- 三沢またろう (ギター/ベース/パーカッション)
- 古屋葵 (ドラムス/ギター/ベース/キーボード)

### 多重録音により1人でバンド・サウンドを作れる
- イーサーン (ギター/ベース/キーボード/プログラミング)
- ヴァルグ・ヴィーケネス (ギター/ドラムス/ベース/キーボード)
- エットレ・リゴッティ (ギター/ベース/キーボード/ドラムス)
- エイドリアン・ブリュー (ギター/ドラムス/ベース/キーボード)
- キース·ジャレット (ピアノ/オルガン/ギター/ベース/ドラムス/ソプラノ·サクソフォン/フルート/リコーダー/ハーモニカ/各種パーカッション)
- キャメロン・ルー (ギター/バンジョー/キーボード/シンセサイザー/鍵盤ハーモニカ/ウッドベース/ベース/ドラムス/パーカッション/プログラミング)
- グレアム・コクソン (ブラー。ギター/ベース/ドラムス/パーカッション/ピアノ/サックス/クラリネット)
- シャグラット (ギター/ベース/ドラムス/キーボード)
- ジョージ・コリアス (ドラムス/ギター/ベース/キーボード)
- ジェフ・リン (元エレクトリック・ライト・オーケストラ。ギター/ピアノ/シンセサイザー/エレクトリックベース/ドラムス/チェロ)
- スティーヴ・ウィンウッド (キーボード/ギター/ベース/ドラムス/マンドリン)
- スティーヴィー・ワンダー (キーボード/ハーモニカ/ドラムス/ベース/ギター)
- ダフ・マッケイガン (ベース/ギター/ドラムス/キーボード)
- ダン・スワノ (ギター/ベース/キーボード/ドラムス)
- トッド・ラングレン (ギター/キーボード/ベース/ドラムス)
- トーマス・サッコネン (ギター/ベース/キーボード/ドラムス)
- トム・ショルツ (ギター/キーボード/ベース/ドラムス)
- ピーター・テクレン (ギター/ベース/キーボード/ドラムス)
- ピーター·ハミル　(キーボード/ギター/ベース/ドラムス)
- プリンス (ギター/ベース/ピアノ/キーボード/シンセサイザー/ドラムス/パーカッション)
- ベン・フォールズ (ピアノ/キーボード/ギター/ベース/ドラムス)
- ポール・マッカートニー (ベース/ギター/キーボード/ドラムス等。初のソロアルバム『マッカートニー』は、ポール・マッカートニー1人ですべての楽器を演奏した)
- ブレンドン・ユーリー (元パニック!アット・ザ・ディスコ。ギター/ピアノ/キーボード/ベース/ドラム/オルガン/ハープシコード/シンセサイザー。アルバム『ある独身男の死』では、ホーン・セクション以外の楽器をすべて演奏した[6])
- マイケル・ジャクソン (ギター/ベース/ピアノ/キーボード/シンセサイザー/ドラム/パーカッション/プログラミング)
- マイク・オールドフィールド (ギター/ベース/キーボード/パーカッション)
- ヤニ・ステファノヴィック (ギター/ドラムス/ベース/キーボード/オーケストレーション/プログラミング)
- ラルフ・タウナー(12弦スチール&6弦ナイロンギター、ピアノ、コルネット、フレンチホルン、シンセサイザー、パーカッション)
- レニー・クラヴィッツ (ギター/ドラムス/ベース/キーボード)
- ロジャー・テイラー (クイーン。ドラム/ギター/ベース/ピアノ/キーボード/シンセサイザー)
- ロバート・ワイアット (ドラムス/キーボード/ベース/トランペット。ドラマーだが、ソフト・マシーン時代の曲「Moon In June」の前半部はワイアット一人でドラム/キーボード/ベースを演奏している。転落事故で半身不随になってからは、ドラマーからシンガー/キーボード・プレイヤーに転向)
- 阿部義晴 (キーボード/ギター/ベース/ドラムス/トランペット/サックス)
- 磯貝サイモン (ギター/ピアノ/キーボード/ベース/ドラム)
- 忌野清志郎 (ギター/ベース/ドラムス/ハーモニカ/サックス/フルート/ウクレレ/ピアノ/マンドリン/キーボード/ホラガイ)
- 大瀧詠一 (ギター/ベース/ドラムス/ピアノ/パーカッション)
- 岡村靖幸 (ギター/ドラムス/ベース/キーボード/ピアノ/ハーモニカ)
- 奥田俊作 (ベース/シンセサイザー/ギター他)
- 奥田民生 (ギター/ドラムス/ベース/キーボード/サックス/ハーモニカ)
- 小山田圭吾(ギター/ベース/ドラムス/キーボード/シンセサイザー/パーカッション/テルミン/テノリオン)
- かまやつひろし (ギター/ドラムス/ベース/キーボード/シタール)
- 加山雄三 (ギター/ウクレレ/ドラムス/ベース/キーボード)
- 木幡東介 (ギター/ドラムス/ベース/尺八/トランペット/フルート)
- 桑田佳祐 (ギター/ベース/ドラム/パーカッション/キーボード/ハーモニカ)
- 斉藤和義 (ギター/ベース/ピアノ/ドラムス/パーカッション)
- 崎谷健次郎 (ピアノ/キーボード/シンセサイザー/プログラミング/ギター)
- 鈴木祥子 (ドラムス/キーボード/ギター/ベース)
- TAKUYA∞　(ギター/ベース/ピアノ/ドラムス)
- 田中ヤコブ (ギター/ベース/キーボード/ドラムス/ハーモニカ)
- 玉置浩二 (ギター/ベース/ドラムス/キーボード/パーカッション)
- 冨田恵一 (ギター/キーボード/ベース/サンプリング・ドラム)
- TOMOVSKY (ギター/キーボード/ベース/ドラム)
- 中村一義 (ギター/ベース/ドラムス)
- 西脇辰弥 (ギター/ベース/ドラムス/パーカッション/ハーモニカ/大正琴)
- 星野源 (ギター/マリンバ/ベース/ドラムス/ピアノ。「いち に さん」は、すべて一人で演奏。)
- 本田雅人(元T-SQUARE。サックス、フルート、トランペット等、管楽器全般/ギター/ベース/ドラムス/パーカッション/ピアノ/キーボード/シンセサイザー。アルバム「Carry Out」は、作曲から演奏、録音まですべて一人で制作)
- 布袋寅泰　(元BOØWY。ギター/ベース/キーボード/ピアノ/ドラムス/コンピューター・プログラミング)
- 細野晴臣 (ベース/シンセサイザー/マリンバ/ギター/ピアノ/ヴィブラフォン/パーカッション/三味線)
- 福山雅治 (ギター/ベース/ドラムス/パーカッション/キーボード/ピアノ/ハーモニカ)
- 降谷建志 (ギター/ベース/ドラムス/ピアノ/キーボード)
- 森高千里 (ドラムス/ギター/ベース/キーボード/リコーダー等。ドラムスは正確無比で個性的であり評価が高い。一人で楽曲の全パートを演奏した「ロックンロール県庁所在地」は特に話題となった)
- 山崎まさよし (ギター/ベース/ピアノ/ブルースハープ/キーボード/シンセサイザー/ドラムス/パーカッション/サンプラー/プログラミング)
- 山下達郎 (ギター/ベース/ドラムス/キーボード/シンセサイザー/パーカッション/シタール)
- 吉井和哉 (ギター/ベース/ピアノ/キーボード/シンセサイザー/ドラムス/パーカッション)
- 吉田達也 (ドラムス/キーボード/ギターの同時演奏も可能)
- 古屋葵 (ドラムス/ギター/ベース/キーボード)

## 特記事項
- 1960年代のフリー・ジャズ・シーンでは、シカゴの音楽組織「AACM」を中心に「多楽器主義」が提唱され、アート・アンサンブル・オブ・シカゴ等、メンバー全員がマルチプレイヤーというバンドも登場。
- 1970年代のロックシーンでもマルチプレイヤーをフィーチャーしたバンドが多く、ジェントル・ジャイアントのようにメンバーのほとんどがマルチプレイヤーであった例もある。
- ステージやレコーディングで1種類の楽器だけを担当しているミュージシャンでも実は複数の楽器を演奏出来る人は多く、活動のメインであるバンドの傍らで行うソロ活動では複数パートを兼任するという例は非常によく見られる。